# Ian Siegal

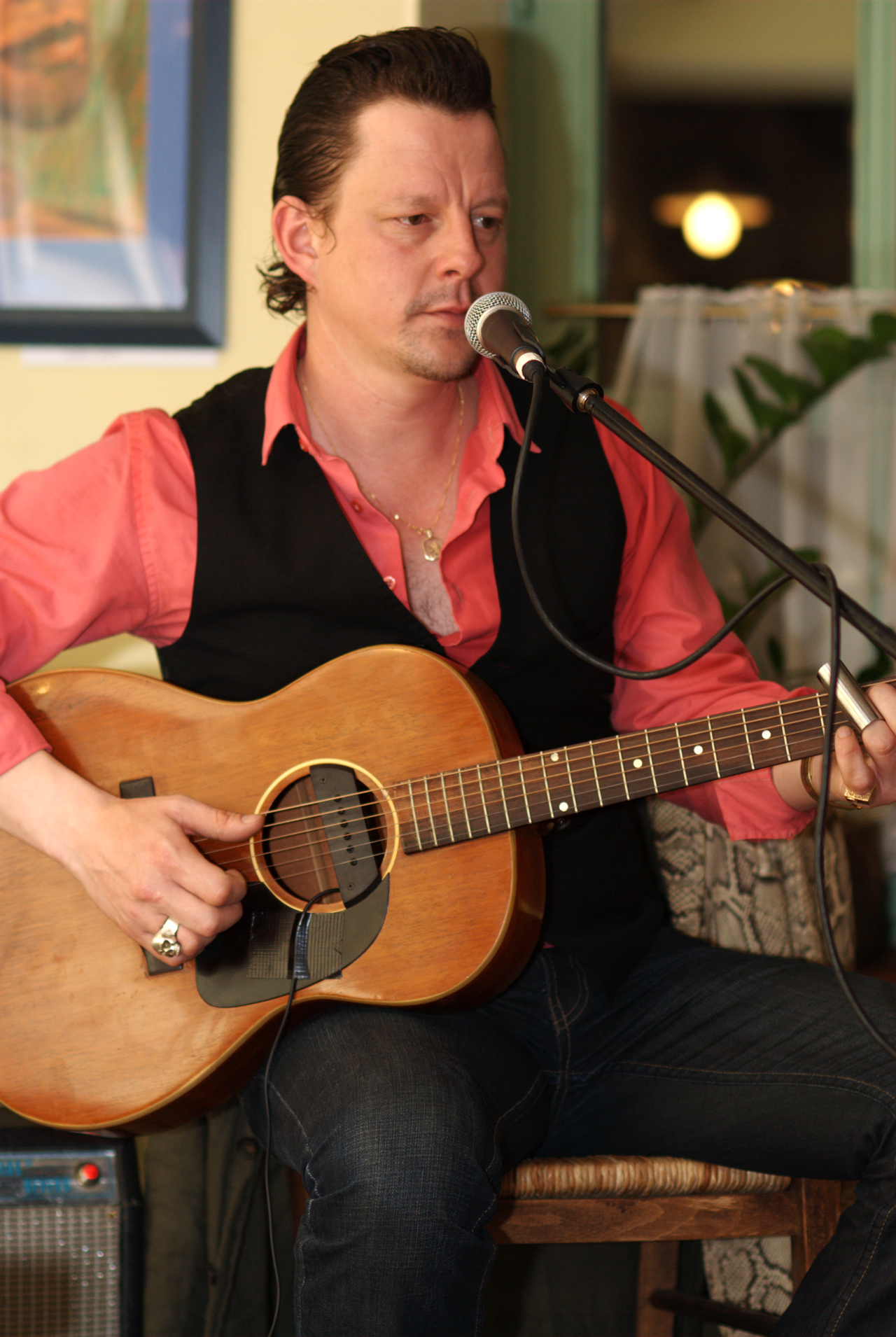
Ian Siegal

Ian Siegal föddes i södra England 1971. Han fick upp öronen för musik till tonerna från Chuck Berry, Elvis, Buddy Holly och Jerry Lee Lewis, men det var när han hörde Little Richard som musiken verkligen slog klorna i honom. Härifrån leddes han in i en livslång passion för bluesen och alla dess variationer. Störst av dem alla – mannen Ian kallar ”The Blues God” - Muddy Waters.
När han var 16 år och tillfälligt jobbade som ”roadie” åt sin kusins band blev han oväntat tillfrågad att sjunga. Detta visade sig vara lyckosamt och en ung talang var född!
Två år senare tog han gitarren till sig och lärde sig själv att spela, inspirerad av Muddy Waters, BB King, Robert Cray och Albert Collins. Vid 20 års ålder lämnade han konstskolan och reste till Berlin för att livnära sig som gatumusikant. Vid denna tidpunkt säger han sig utvecklats som mest, då han var piskad att göra ett bra jobb för att få pengar till mat. När han senare återvände till England visste han att musiken var det enda rätta för honom.
I Nottingham startade han sitt första band, som blev ett av de mest populära lokala banden. Bandet drog fulla hus vid den beryktade mötesplatsen Running Horse och framträdanden på Colne och Burnley’s festivaler gav fantastiska lovord. Ians första soloalbum Picture Postcards avslöjade en begåvad låtskrivare med djup förståelse för de musikaliska traditionerna blandat med en hel del nytänkande.
Att flytta till London blev oundvikligt för Ian och snart var han etablerad inom Londonbluesen. Det var här Ian Siegal Band startades.
Det blev många spelningar och ibland med amerikanska bluesartister som Phil Guy, Sugar Blue, Nappy Brown, Eddie Kirkland, Catfish Keith och Jimmie Vaughan, för att nämna några. Han sjöng även tillsammans med andra band. Nämnas bör Lee Sankey Group där han sjunger på skivan Tell Me There’s a Sun.
Ian utvecklade sitt skrivande och spelande och med detta ökade även storleken på festivalerna och publiken. Spelningar vid Edinburgh, Lugano, Peer och North Sea Jazz Festival möjliggjorde för Ian att ytterligare vässa sin skicklighet och bli en av de mest spännande och lysande talangerna på dagens scener.
Medvetenheten hos den brittiska publiken om Ians talang ökade efter två turnéer som förband åt Bill Wymans Rythm Kings. Däri ett framträdande i Royal Albert Hall. 2005 och 2006 turnerade han (som duo) tillsammans med Big Bill Morganfield. (Muddy Waters son) ”That’s as close as I can ever get to the great man himself” säger Ian.
2005 besteg han stora scenen på North Sea Jazz Festival. I sällskapet fanns bland andra Solomon Burke och Robert Cray. Samma år hade han äran att få spela tillsammans med Pinetop Perkins och delar av Muddy Water’s Band (Bob Margolin, Will ”Big Eyes” Smith och Mooky Brill) på London’s Jazz Café. 
Ians CD Standing in the Morning” släpptes 2004. För att stötta bandet hade han med sig musiker som Nick Payne, Frank Mead, Martin Winning, Sid Gauld och John Beecham, vilka tidigare jobbat med Rolling Stones, The Kinks, Van Morrison, Albert Collins och Buddy Guy. Albumet innehåller bara originallåtar och jämfördes av kritikerna med Tom Waits, Bruce Springsteen, Dr John och Van Morrison
Sista skivan Meat & Potatoes släpptes i april 2005 och där återvänder Ian till sina rötter. Själv beskriver han den som avklädd, rå och grym, och så nära man kan komma våra liveframträdanden. 
Under september månad 2007 gav hans nästa album Swagger ut.
Ian har besökt Sverige vid två tillfällen. Åmåls Bluesfestival 2006 och Tidaholm/Linköping mars 2007. Nästa spelning[när?] i Sverige blir på Luleåkalaset i augusti 2007.